# Le Grand Arcane des rois de France
 (avril 2015).
Si vous disposez d'ouvrages ou d'articles de référence ou si vous connaissez des sites web de qualité traitant du thème abordé ici, merci de compléter l'article en donnant les références utiles à sa vérifiabilité et en les liant à la section « Notes et références ».
Le Grand Arcane des rois de France est un roman policier historique de Jean d'Aillon publié en 2015.

## Résumé
En 1663, à Paris, Louis Fronsac se fait voler sa bourse et sa montre par une jeune femme. Gaston lui dit que c'est Anne Lupin au service et espionne officielle de Mme Tudesquin, complice du conspirateur danois Ulfeld. Ils la retrouvent et elle rend ses biens à Louis. 
Cependant, Taillefer donne à Morland, mathématicien anglais, une lettre où Henri IV parle d'un trésor dans la région de Fécamp. Lionne, ministre, fait embaucher Anne par Gaston qui découvre qu'elle est la fille de Mothe, dont elle paie la cellule à La Bastille. Lady Carlisle enlève Anne. Elle s'évade avec des papiers parlant de Fécamp, de son arrière grand-père, d'Henri IV, de Hauteville, et de Philippe Auguste. Elle rentre chez Gaston et Louis l'envoie à Mercy. 
Louis rend ensuite visite à Pierre, fils Hauteville, qui lui confie les mémoires d'Olivier où il situe la caverne et parle d'une porte. 
Dans Paris, Bauer tue Walden qui menaçait Louis. La victime portait un portrait de lady Carlisle. Anne fuit de Mercy. Louis va à Rouen avec Bauer et Biviers, cousin de Lionne. Chez un notaire, il découvre qu'Henri IV avait un ami Porte à Criquetot. Alors que Biviers, s'avouant complice de la lady, veut le tuer, Gaston arrive et le sauve. Contre sa liberté, Biviers leur dit que la lady est à Criquetot. Anne se rend à Etretat où Taillefer et Morland la sauvent de dragons malintentionnés. Anne est capturée peu après par lady Carlisle. 
Pendant ce temps, Louis et Gaston trouvent la caverne, le trésor, et la signature de tous les rois de France. Gaston sauve Anne et Louis lui donne quelques kilogrammes d'or et ils se partagent le reste. Puis Louis affirme à Taillefer et Morland qu'il n'y a plus d'or. Morland et la lady repartent ; Louis leur donne quelques louis, se trahissant de cette manière. 
Anne reconstruit la maison de son ancêtre avec Jacques, serviteur de la lady. Sur le chemin du retour, Louis et Gaston sont attaqués par Biviers et Ferrier (homme de Colbert), mais Taillefer les sauve et Louis lui donne également de l'or. Anne épouse Jacques en 1664. Mothe s'évade en 1671 et rejoint Anne.